# (100380) 1995 VS10
(100380) 1995 VS10 es un asteroide perteneciente al cinturón de asteroides, descubierto el 15 de noviembre de 1995 por el equipo del Spacewatch desde el Observatorio Nacional de Kitt Peak, Arizona, Estados Unidos.

## Designación y nombre
Designado provisionalmente como 1995 VS10.

## Características orbitales
1995 VS10 está situado a una distancia media del Sol de 2,725 ua, pudiendo alejarse hasta 3,207 ua y acercarse hasta 2,243 ua. Su excentricidad es 0,176 y la inclinación orbital 5,963 grados. Emplea 1643 días en completar una órbita alrededor del Sol.

## Características físicas
La magnitud absoluta de 1995 VS10 es 15,3.